# Ґониці-Другі
Ґониці-Другі (пол. Gonice Drugie) — село в Польщі, у гміні Стшалково Слупецького повіту Великопольського воєводства.
Населення — 36 осіб (2011).
У 1975-1998 роках село належало до Конінського воєводства.

## Демографія
Демографічна структура станом на 31 березня 2011 року:
|          | Загалом | Допрацездатний вік | Працездатний вік | Постпрацездатний вік |
| -------- | ------- | ------------------ | ---------------- | -------------------- |
| Чоловіки | 17      | 6                  | 9                | 2                    |
| Жінки    | 19      | 5                  | 11               | 3                    |
| Разом    | 36      | 11                 | 20               | 5                    |